# Brésil aux Jeux olympiques d'été de 1952
Le Brésil a participé aux Jeux olympiques d'été de 1952 à Helsinki.
La délégation brésilienne, composée de 97 athlètes (92 hommes et 5 femmes), termine 24e du classement par nations avec 3 médailles (1 en or et 2 en bronze).

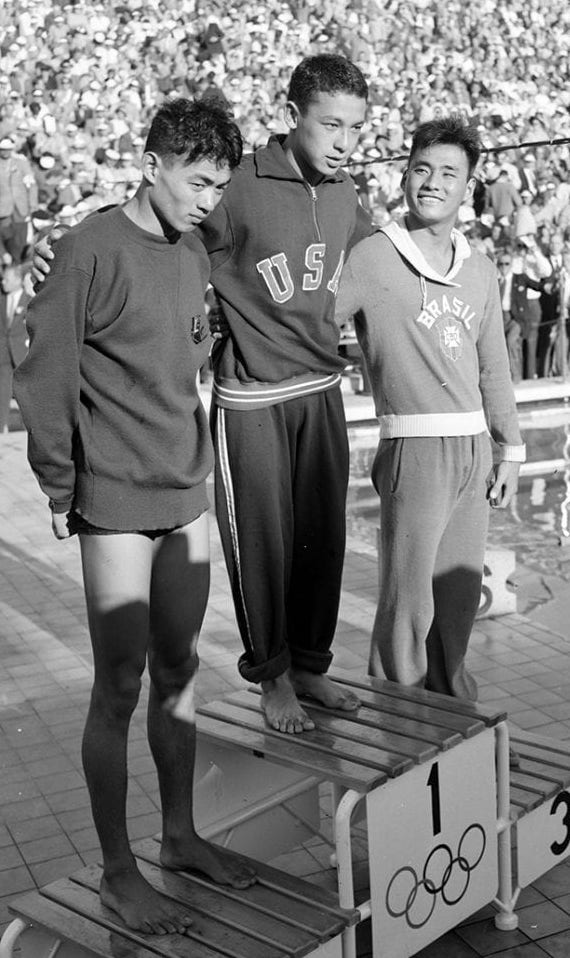
Le nageur Tetsuo Okamoto troisième sur 1500 m nage libre a été le premier nageur brésilien à devenir médaillé olympique.

## Liste des médaillés
- Médaille d'or :
  - Adhemar da Silva : triple saut
- Médaille de bronze :
  - José Telles da Conceição : triple saut
  - Tetsuo Okamoto : nage libre 1500 m